# Camille Bellaigue
Camille Bellaigue (Parigi, 24 maggio 1858 – Parigi, 4 ottobre 1930) è stato un critico musicale e musicologo francese.

## Biografia
Studiò pianoforte e musicologia al Conservatorio di Parigi sotto la guida di Antoine François Marmontel. Scelse l'indirizzo musicologico divenendo poi uno dei più noti critici musicali francesi del suo tempo. Scrisse per diversi giornali e riviste specializzate, quali il Le correspondent, Le temps e La Revue musicale.

Fu grande estimatore e amico di Giuseppe Verdi, che lo ospitò ripetutamente nella propria tenuta di Sant'Agata e a cui dedicò, nel 1913, un'interessante biografia.

Morì a Parigi nel  1930.

## Pubblicazioni principali
- 1893 - Psychologie musicale
- 1898 - Silhouettes de Musiciens
- 1903 - Études musicales
- 1909 - Époques de la musique
- 1907 - Mozart, la vie et l'art. Catalogue général des oevres
- 1907 - Gounod
- 1913 - Verdi, Editore Henri Laurens,  Parigi.
- 1919 - Échos de France et d'Italie